# Deewana Mujh Sa Nahin
Deewana Mujh Sa Nahin (übersetzt: Niemand ist so verrückt wie ich) ist ein Bollywoodfilm vom Anfang der 1990er Jahre. 

## Handlung
Ajay ist ein junger talentierter Fotograf und hat sich in das Model Anita verliebt. Er offenbart ihr seine Liebe und dennoch nimmt sie ihn nicht ernst. Ihre Schwester erkennt eine Gefahr um den Ruf der Familie und will sie schnell mit Vickram verheiraten, dessen Vater mit der Familie befreundet ist.
Nachdem die Verlobung von Vickram und Anita stattgefunden hat, steckt auch Ajay ihr einen Ring an. Er verspricht ihr eine Hochzeit mit ihm als Bräutigam. Nun hat Ajay Zeit innerhalb von einem Monat bis zur Hochzeit sie von seiner Liebe zu überzeugen. Anita ist geschockt und will ihm aus sem Weg gehen. Doch Ajay ist zuversichtlich – so zuversichtlich, dass er sogar die Hochzeitseinladung von ihnen beiden an Freunde verteilt. Selbst als Vickram ihn verprügelt und einsperren lässt, bringt Ajay nichts davon ab, seine Träume wahr werden zu lassen.
Als Anita von einer Gruppe von Männern belästigt wird, ist es Ajay, der ihr aus der Klemme hilft, obwohl Vickram auch in der Nähe war. Dies ist für Anita Grund genug an Ajays Liebe zu glauben und ihn zu heiraten. So hat sich Ajays Sturheit doch gelohnt und er bekam was er wollte.

## Musik
| # | Titel                   | Sänger/in                    |
| - | ----------------------- | ---------------------------- |
| 1 | "Main Sehra Bandh Ke"   | Udit Narayan                 |
| 2 | "Deewana Mujh Sa Nahin" | Udit Narayan                 |
| 3 | "Saare Ladkon Ki"       | Kavita Krishnamurthy         |
| 4 | "Hum Tum Se Mohabat"    | Amit Kumar, Sadhana Sargam   |
| 5 | "Mehendi Mehendi"       | Aparna Mayekar               |
| 6 | "Khadi Raho Baith Jao"  | Udit Narayan, Sadhana Sargam |

## Kritik
„Grosses Kino ist das natürlich kaum. Salopp gefilmt, halbgar erzählt und gespickt mit semi-gelungenen Lieder von Anand-Milind entzückt "Deewana Mujh Sa Nahin" nur den anspruchslosesten Bollywood-Fan.“